# Selenops tenebrosus
Selenops tenebrosus är en spindelart som beskrevs av Lawrence 1940. Selenops tenebrosus ingår i släktet Selenops och familjen Selenopidae. Inga underarter finns listade i Catalogue of Life.